# Johann Caspar Schade

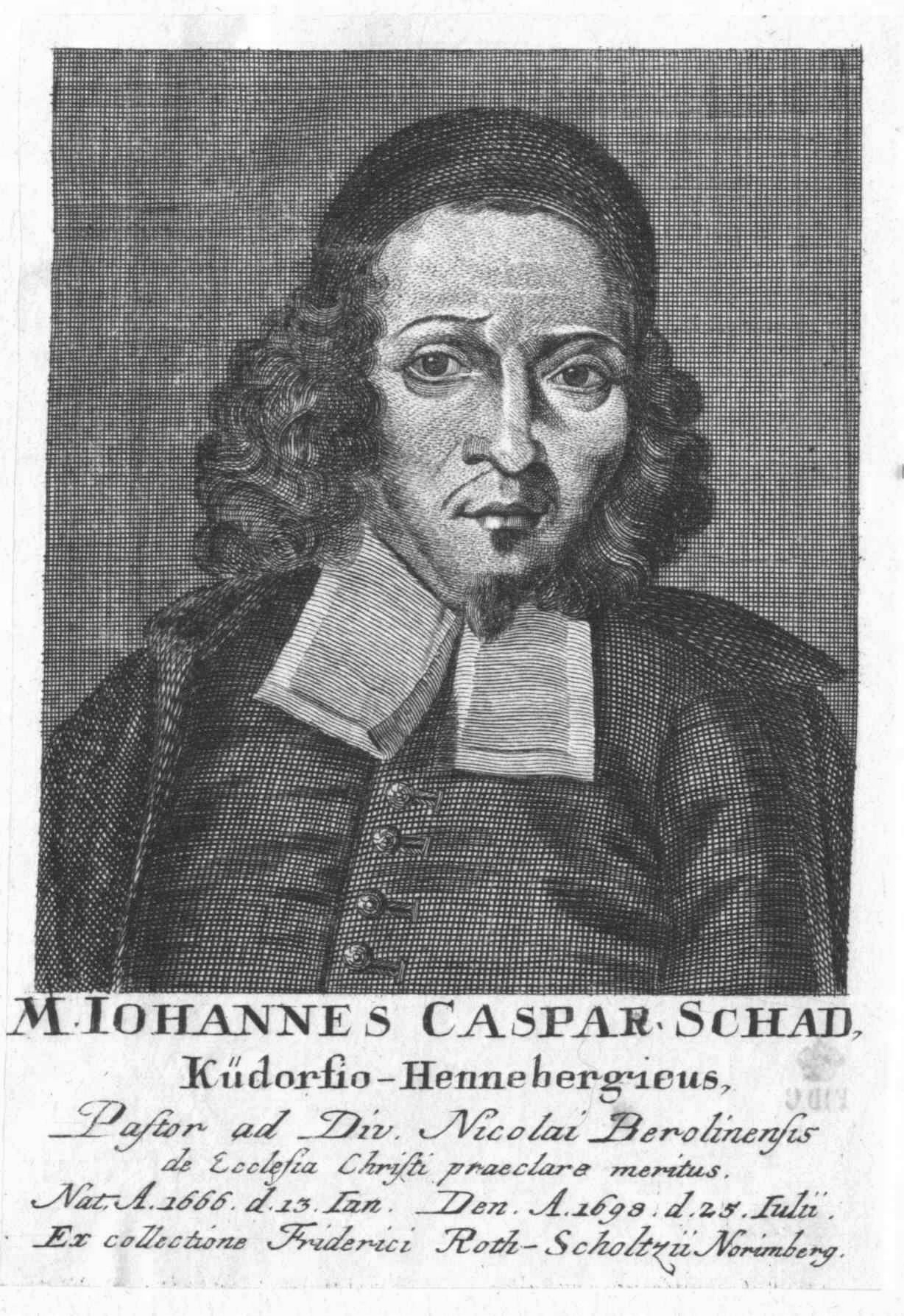
Johann Caspar Schade.

Johann Caspar Schade född 1666, död 1698, var en tysk präst och psalmförfattare. Han var präst i Berlin.  